# Coppa dell'Europa Centrale 1927
La Coppa dell'Europa Centrale 1927 fu la 1ª edizione della Coppa Mitropa e si tenne dal 14 agosto al 13 novembre 1927.
Fu vinta dai cecoslovacchi dello AC Sparta Praha che si imposero, nella doppia finale, sugli Austriaci del SK Rapid con un risultato complessivo di 7-4 (6-2 e 1-2).
Capocannoniere del torneo fu, con 5 gol, il cecoslovacco Josef Silný dello AC Sparta Praha.
Come formula di torneo fu adottata quella dell'eliminazione diretta: presero parte alla competizione 8 club, due ciascuno dalle federazioni di Austria, Cecoslovacchia, Jugoslavia e Ungheria.
L'Austria riserva un posto per i vincitori della Coppa Nazionale.
Il trofeo per il vincitore fu donato dalla commissione per i trasporti internazionali di Vienna e della Bassa Austria.

## Partecipanti
| Nazione                   | Squadra                         | Campionato                                                          | Note                            |
| ------------------------- | ------------------------------- | ------------------------------------------------------------------- | ------------------------------- |
| Austria (bandiera)        | SK Admira SK Rapid              | Campione d'Austria 1926-27 Vincitrice Coppa d'Austria 1926-27       | 3º campionato d'Austria 1926-27 |
| Cecoslovacchia (bandiera) | AC Sparta Praha SK Slavia Praha | Campione di Cecoslovacchia 1927 Vicecampione di Cecoslovacchia 1927 |                                 |
| Jugoslavia (bandiera)     | Hajduk Split Beogradski SK      | Campione di Jugoslavia 1927 Vicecampione di Jugoslavia 1927         |                                 |
| Ungheria (bandiera)       | Újpesti FC Hungária FC          | Vicecampione d'Ungheria 1926-27 3º campionato d'Ungheria 1926-27    |                                 |

## Torneo
I quarti di finale furono disputati tra il 14 e il 28 agosto 1927, le semifinali tra il 4 settembre e il 2 ottobre 1927.
|  | Quarti di finale | Quarti di finale | Quarti di finale | Quarti di finale | Quarti di finale |  |  | Semifinali      | Semifinali      | Semifinali | Semifinali | Semifinali |   |   | Finale          | Finale          | Finale | Finale | Finale |  |
|  |                  |                  |                  |                  |                  |  |  |                 |                 |            |            |            |   |   |                 |                 |        |        |        |  |
|  | Hungária FC      | Hungária FC      | 4                | 4                | 8                |  |  |                 |                 |            |            |            |   |   |                 |                 |        |        |        |  |
|  | Beogradski SK    | Beogradski SK    | 2                | 0                | 2                |  |  | Hungária FC     | Hungária FC     | 2          | 0          | 2          |   |   |                 |                 |        |        |        |  |
|  | AC Sparta Praha  | AC Sparta Praha  | 5                | 3                | 8                |  |  | AC Sparta Praha | AC Sparta Praha | 2          | 0          | 2          |   |   |                 |                 |        |        |        |  |
|  | SK Admira        | SK Admira        | 1                | 5                | 6                |  |  |                 |                 |            |            |            |   |   | AC Sparta Praha | AC Sparta Praha | 6      | 1      | 7      |  |
|  | SK Slavia Praha  | SK Slavia Praha  | 4                | 2                | 6                |  |  |                 |                 | SK Rapid   | SK Rapid   | 2          | 2 | 4 |                 |                 |        |        |        |  |
|  | Újpesti FC       | Újpesti FC       | 0                | 2                | 2                |  |  | SK Slavia Praha | SK Slavia Praha | 2          | 1          | 3          |   |   |                 |                 |        |        |        |  |
|  | SK Rapid         | SK Rapid         | 8                | 1                | 9                |  |  | SK Rapid        | SK Rapid        | 2          | 2          | 4          |   |   |                 |                 |        |        |        |  |
|  | Hajduk Split     | Hajduk Split     | 1                | 0                | 1                |  |  |                 |                 |            |            |            |   |   |                 |                 |        |        |        |  |

### Quarti di finale

#### Andata
| Arbitro: | Göbel |

|                                            |           |                                          |
| Sotirovic 50’ (rig.) Marjanović 86’ (rig.) | Marcatori | 15’ Kvasz 35’ Skvarek 58’ Jeny 72’ Opata |

| Arbitro: | Štépanovský |

|                                                                                |           |            |
| Hoffmann 34’, 36’, 54’ Wondrak 50’ Wesely 61’, 66’ Horvath 70’ (rig.) Luef 80’ | Marcatori | 1’ Bonacic |

| Arbitro: | Gerő |

|                                          |           |           |
| Veselý 2’, 9’ Maloun 42’ Horejs 47’, 54’ | Marcatori | 10’ Runge |

| Arbitro: | Fabris |

|                                                        |           |  |
| Šoltys 18’ Kratochvil 32’ Svoboda 65’ (rig.) Bejbl 84’ | Marcatori |  |

#### Ritorno
| Arbitro: | Ženišek |

|  |           |              |
|  | Marcatori | 81’ Hoffmann |

| Arbitro: | Schiessler |

|                                                 |           |                           |
| Schall 13’, 50’ Siegl 43’ Runge 52’ Stoiber 60’ | Marcatori | 48’ Silny 72’, 79’ Veselý |

| Arbitro: | Pressler |

|                                       |           |  |
| Orth 37’, 81’ Molnár 44’ Balasits 90’ | Marcatori |  |

| Arbitro: | Braun |

|                             |           |              |
| Fogl 58’ (rig.), 80’ (rig.) | Marcatori | 68’, 82’ Puc |

### Semifinali

#### Andata
| Arbitro: | Braun |

|                    |           |                     |
| Opata 30’ Jeny 69’ | Marcatori | 34’ Patek 64’ Silny |

| Arbitro: | Biro |

|                       |           |                      |
| Kratochvil 9’ Puc 12’ | Marcatori | 58’ Horvath 59’ Luef |

#### Ritorno
| Praga 2 ottobre 1927 | Sparta | 0 – 0 | Hungária FC | Stadion Letná\| Arbitro: \| Braun \| |
| Arbitro:             | Braun  |       |             |                                      |

| Vienna 2 ottobre 1927, ore 15:30                                 | Rapid Vienna | 2 – 1   | Slavia Praga | Hohe Warte Stadion |
| \| \| \| \| \| Wondrak 68’ Wesely 83’ \| Marcatori \| 41’ Puc \| |              |         |              |                    |
|                                                                  |              |         |              |                    |
| Wondrak 68’ Wesely 83’                                           | Marcatori    | 41’ Puc |              |                    |

### Finale

#### Andata
| Arbitro: | Raphaël Van Praag |

|                                                                              |            |                                                                                          |
| Káďa 1’ Šíma 14’ Silný 33’, 76’ Patek 62’, 78’                               | Marcatori  | 15’ Weselik 34’ (rig.) Wesely                                                            |
| Hochmann Burgr Perner Kolenatý Káďa (c) Hajný Patek Šíma Miclík Silný Horejs | Formazioni | Feigl Jellinek Czejka Madlmayer Smistik Nitsch (c) Wondrak Weselik Kuthan Horvath Wesely |
| John Dick                                                                    | Allenatori | Edi Bauer                                                                                |

#### Ritorno
| Arbitro: | Willem Eymers |

|                                                                                         |            | |
| Weselik 5’ Luef 55’                                                                     | Marcatori  | 82’ Silný                                                                                              |
| Feigl Schramseis Nitsch (c) Richter Smistik Madlmayer Bauer Horvath Weselik Luef Wesely | Formazioni | · Hochmann · Burgr · Perner 62’ · Kolenatý · Káďa (c) · Hajný · Patek · Šíma · Miclík · Silný · Horejs |
| Edi Bauer                                                                               | Allenatori | John Dick                                                                                              |

## Classifica marcatori
|  | Gol | Marcatore        | Squadra         |
|  | --- | ---------------- | --------------- |
|  | 5   | Josef Silný      | AC Sparta Praha |
|  | 4   | Johann Hoffmann  | SK Rapid        |
|  | 4   | Antonín Puč      | SK Slavia Praha |
|  | 4   | Evžen Veselý     | AC Sparta Praha |
|  | 4   | Ferdinand Wesely | SK Rapid        |
|  | 3   | Johann Luef      | SK Rapid        |
|  | 3   | Adolf Patek      | AC Sparta Praha |